# Philipsdal
Philipsdal er dannet af bøndergårde under Aagaard. Gården ligger i Svallerup Sogn, Kalundborg Kommune.
Philipsdal Gods er på 106 hektar

## Ejere af Philipsdal
- (1860-1882) Fraas
- (1882-1922) A. S. Fraas
- (1922-1927) J. Olsen
- (1927-1929) E. Beck
- (1929-) H. Rothe-Meyer
- (1990-) Søren Christensen-Dalsgaard